# Thermosphaeroma thermophilum
Isopode de Socorro, Cloporte de Socorro
Espèce
Synonymes
- Sphaeroma thermophilum Richardson, 1897[1]

Statut de conservation UICN

 EW  : Éteint à l'état sauvage
Thermosphaeroma thermophilum, communément appelé l'Isopode de Socorro ou le Cloporte de Socorro (Socorro sawbug en anglais), est une espèce de crustacés isopodes de la famille des Sphaeromatidae ayant disparu à l'état naturel.
Il était endémique de la source thermale de Sedillo Spring, dans le comté de Socorro, au Nouveau-Mexique dans le Sud des États-Unis.

## Publication originale
- (en) Harriet Richardson, « Description of a new crustacean of the genus Sphaeroma from a warm spring in New Mexico », Proceedings of the United States National Museum, Washington, Inconnu, vol. 20, no 1128,‎ 1897, p. 465–466 (ISSN 0096-3801 et 2377-6560, OCLC 1259735, DOI 10.5479/SI.00963801.1128.465).